# Tatra T400
Tatra T400 — тривісний чехословацький тролейбус для внутрішньоміських перевезень, що випускався фірмою Tatra a.s. з 1948 по 1955 роки. За цей час випущено 195 екземплярів даного тролейбуса, що працювали на території Чехословаччини. До цього завод вже випускав тролейбуси Tatra T86, щоправда лише у кількох екземплярах, що працювали у Чехословаччині у місті Прага.
Тролейбуси Tatra T400 випускалися у кількох серіях — Tatra T400 1 і 2 серії було випущено 75 екземплярів, вони були дуже подібні між собою. 1 і 2 серія цього тролейбуса мали один ТЕД потужністю у 120 кіловат з приводом на два ведучих мости — середній і задній. Третя серія (позначалася як Tatra T400/III) мала декілька вдосконалень — вони стосувалися вдосконалення електрообладнання, високовольтної та низьковольтної мережі та гальмівної системи; на тролейбус ставилися два ТЕД потужністю у 65 кіловат і мали привід також на два ведучих мости. Також на III серії не застосовувалося рекуперативне гальмування, що застосовувалося на попередніх двох. Тролейбусів Т400 3 серії було випущено 119 штук. Четверта серія Tatra T400 не пішла у серійне виробництво — був випущений лише один екземпляр.
Після припинення виробництва T400, у фірми ще був ряд тролейбусів, що планувалися до випуску, однак на металі їх не було реалізовано, окрім одної моделі тролейбуса Tatra T401. Цей тролейбус також був тривісним, він мав остеклені скати даху та збільшену площу оскління порівняно з Tatra T400. Не обійшлося тут і без деяких особливостей тролейбусів Tatra — тролейбус мав 4 ведучі колеса, кожне з яких приводилося у рух від окремого електричного двигуна. Це дозволило обійтися без мостів. З 4 електродвигунами тролейбус міг розвивати швидкість до 70 км/год. На базі T401 був спроектований двосекційний тролейбус Tatra T402, але у виробництво не пішов. Як і 10-метровий Tatra T403. Що стосується Tatra T401, він пробув у експлуатації 12 років і зараз знаходиться у музеї у Брно.

## Опис

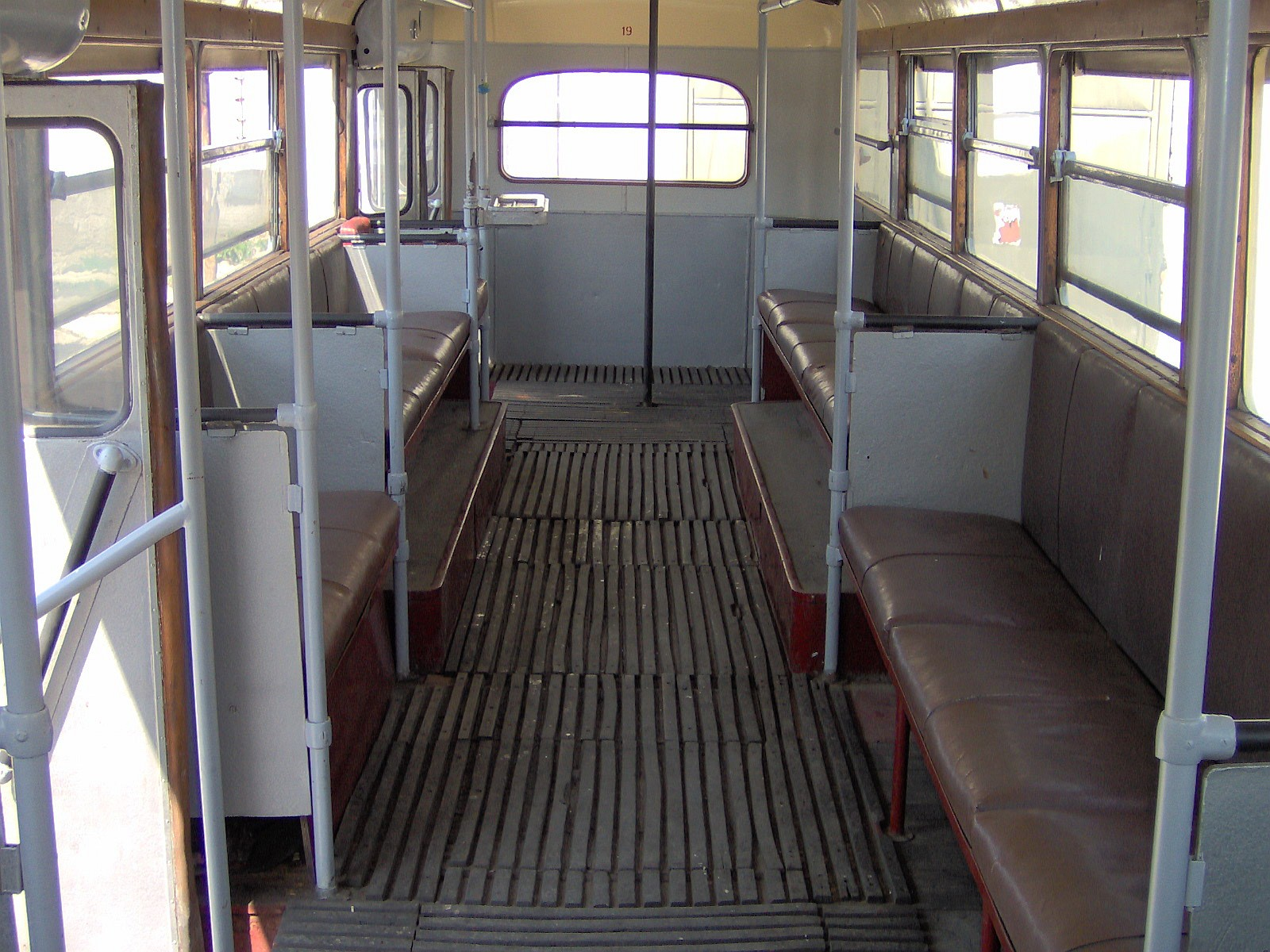
Салон Tatra T400, вид назад

Tatra T400 є тривісним тролейбусом для внутрішньоміських перевезень. Тролейбус Tatra T400 був досить крупним — довжина тролейбуса становила 11,4 метри, T400 мав також невелику колісну базу між першою та другою осями (4,4 метри). Ця машина має ряд цікавих особливостей. Головним несівним елементом конструкції тролейбуса була хребтова рама — такі рами застосовувалися на легкових та вантажних автомобілях, що випускала фірма Tatra; така рама була розроблена ще у 1920-х роках. Головним елементом хребтової рами є міцний брус, що пролягає посередині днища кузова і має кронштейни для кріплення вузлів та агрегатів. Цей брус зветься трансмісійною трубою, оскільки всередині нього знаходяться елементи трансмісії. Хребтова рама має такі переваги, як міцність та жорсткість та здатність витримувати великі навантаження. Як і інші машини Tatra з хребтовою рамою, Tatra T400 мав незалежну підвіску усіх коліс. Також варто звернути увагу, що Tatra T400 мав досить великі колеса, і усі вони були односкатними. На несівну раму тролейбуса встановлювався кузов, каркас якого був зроблений з труб з високоміцної сталі, а обшивка передка, задка, боковин та даху — зі сталевих листів. Кузов тролейбуса був виконаний на відділі фірми у Прага-Сміхов, шасі — у Копршивніце; електрообладнання поставила празька компанія ČKD.
На тролейбус встановлювалися два тягові двигуни виробництва фірми ČKD (TM30/18x4) потужністю у 65 кіловат (у перших двох серіях у тролейбуса був один електродвигун потужністю 120 кіловат). Електричні двигуни розміщувалися під підлогою тролейбуса. Також особливістю T400 є три осі, дві з яких є ведучими — середня та задня. Вони з'єднувалися за допомогою міжосьового диференціялу. Дві карданні передачі, що передавали крутний момент від електродвигунів до ведучих коліс з'єднувалися у одну за допомогою спеціальної муфти (aka тандем-муфта). Такі механізми, що цікаво, мали бути і у інших тролейбусів Tatra (принаймні у T403, в якого був один ведучий міст та два двигуни по 45 кіловат, щоправда це так і залишилося проектом), такі ж були  у деяких інших тогочасних тролейбусів у Європі. Також для живлення низьковольтної мережі був застосований низьковольтний електродвигун-генератор, що перетворював високу вхідну напругу у 600 V у низьку 24 Вольти. 
Система керування ТЕД — автоматична реостатно-контакторна; процесом комутації пуско-гальмівних опорів керує спеціальний апарат, що зветься груповий реостатний контролер, що приводиться у дію від низьковольтного електродвигуна. Пуско-гальмівні реостати обмежують силу струму, що проходить через обмотки електродвигуна, так регулюється частота обертання ротора електродвигуна і крутний момент, що він розвиває, і відповідно сама швидкість руху тролейбуса. Блок з пускогальмівними реостатами знаходиться під підлогою тролейбуса, а контакторна панель знаходиться у передньому звісі під обшивкою передка. Система керування тяговим двигуном виконана фірмою ČKD, Прага.

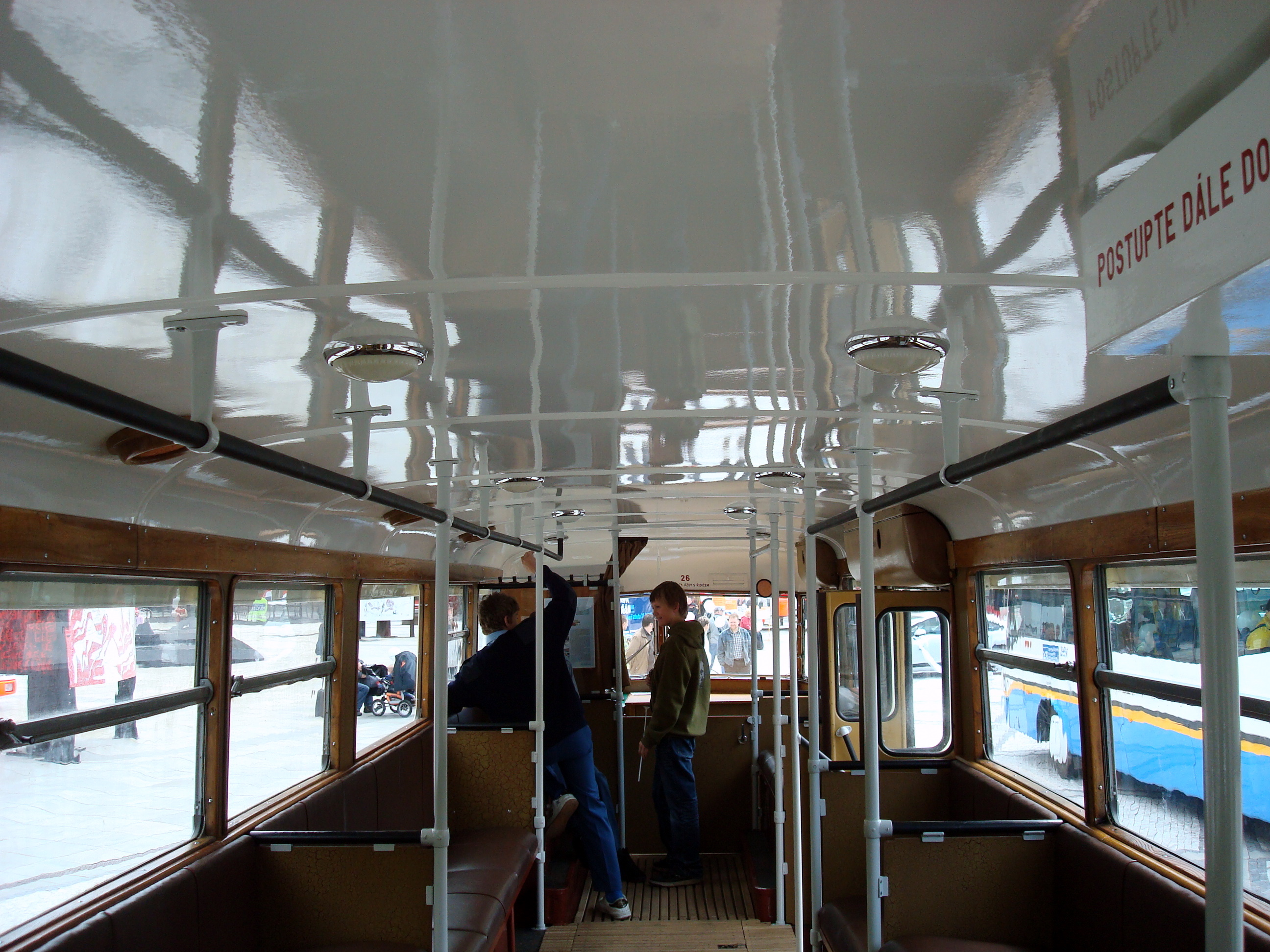
Салон Tatra T400, вид вперед

На тролейбусі Tatra T400 застосовували рекуперативне гальмування, при якому енергія, що вироблялася електричними двигунами, що працювали у генераторному режимі, поверталася назад у контактну мережу. На III серії рекуперативне гальмування не застосовувалося. Тролейбус був обладнаний трьома видами гальм: електрогальмом, пневматичним гальмом і механічним гальмом. Як і ранні тролейбуси Škoda (6Tr,7Tr) тролейбус був трьохпедальним — одна педаль відповідала за електрогальмо, друга — за пневмогальмо і третя була акселератором. Механічне гальмо було необхідне для утримання транспорту не місці і приводилося в дію ручним важелем у кабіні водія. Для забезпечення роботи пневматичного гальма застосовано трициліндровий компресорний агрегат, що приводиться у дію від електричного двигуна. Також Tatra T400 обладнувалися штанговловлювачами.
Tatra T400 мав три двері — у передньому звісі; у колісній базі, зміщені ближче до передніх коліс; і у задньому звісі. Передні двері були двостворчастими і меншими за інші (середні та задні були двостворчастими), вони призначалися для входу та виходу водія до кабіни. Двері мали електричний привід. Салон тролейбуса мав ряд цікавих особливостей. Сидіння у салоні були встановлені в два ряди, протилежно один одному, таке розміщення сидінь було дуже характерним для тогочасних тролейбусів 1930-х — 1940-х років, наприклад найперші тролейбуси Škoda, а також тролейбус FBW-Oerlikon і деякі інші. Їх усього було 26 штук, і ще 54 пасажири могли їхати стоячи. Як оздоблювальний матеріал салону була застосована фанера. Система вентиляції була представлена електровентиляторами, замість зсувних кватирок були наявні половинки вікон, що зсувалися вниз. Недоліком була невелика площа оскління і не дуже висока стеля салону. Для обігріву салону використовувалося тепло пускогальмівних реостатів, як це було зроблено у Škoda 6, 7, 8Tr.

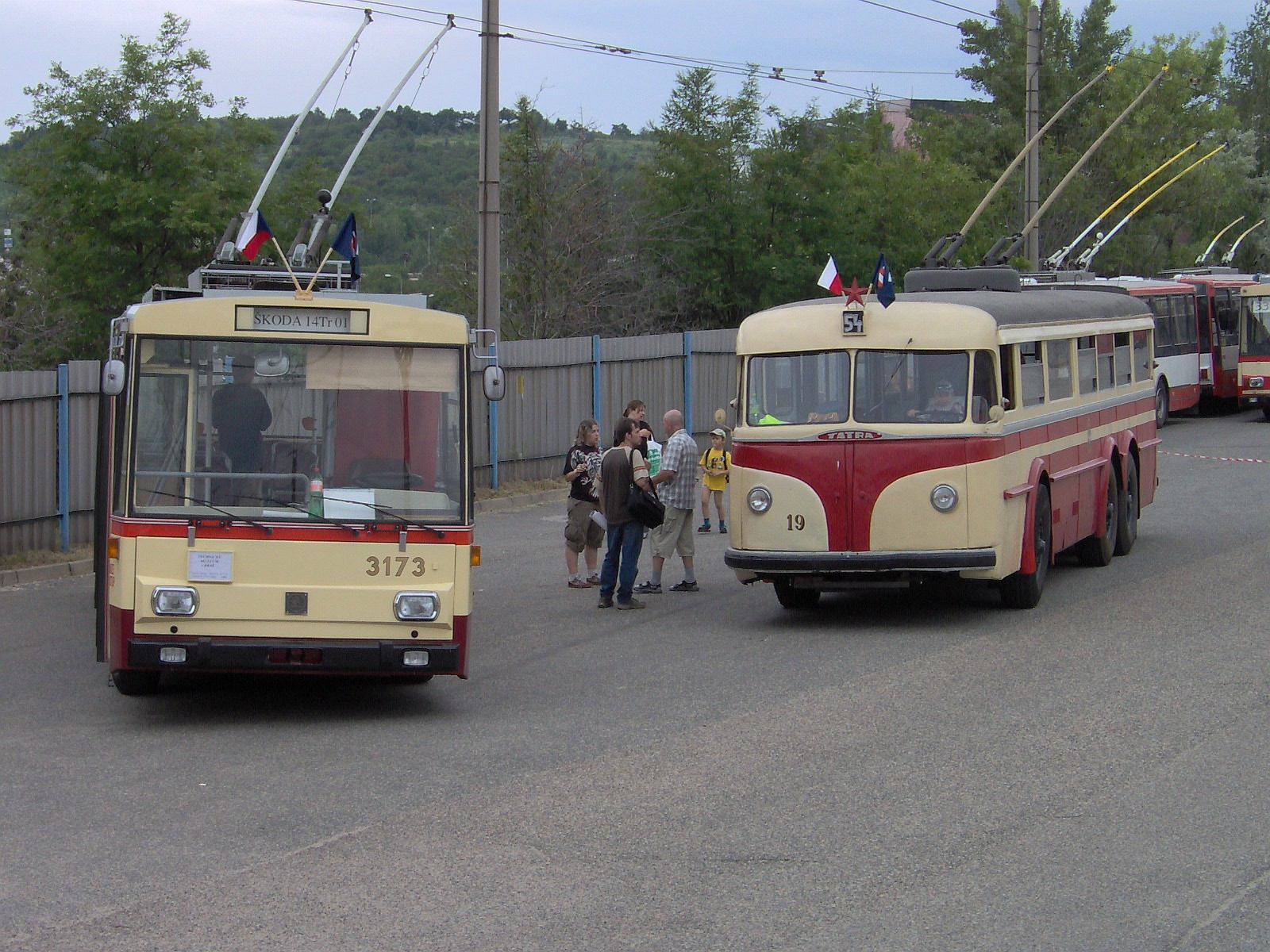
Škoda 14Tr i Tatra T400 у Технічному музеї Брно

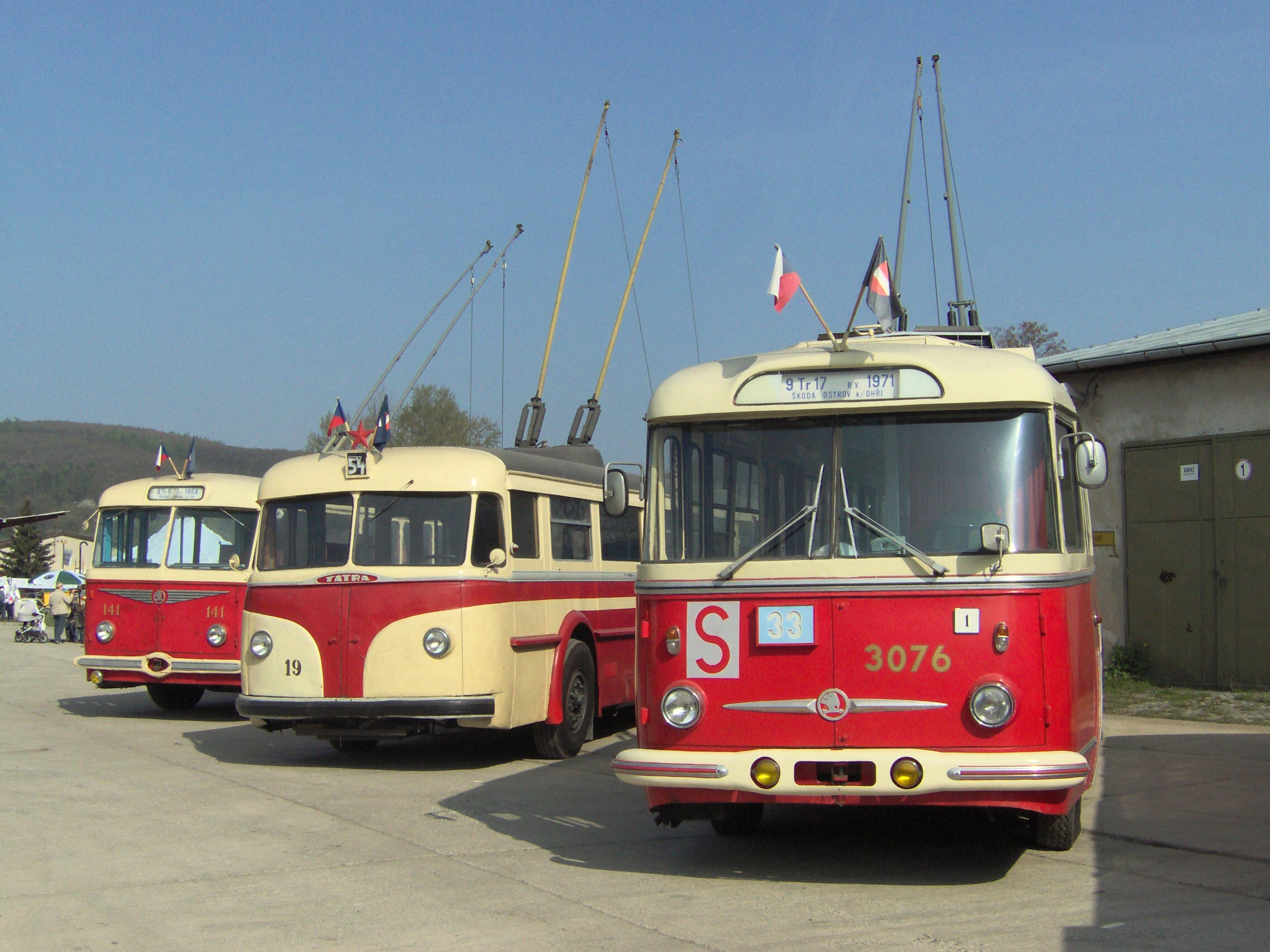
Škoda 9Tr, Tatra T400 і Škoda 8Tr (зправа наліво) у Технічному музеї Брно

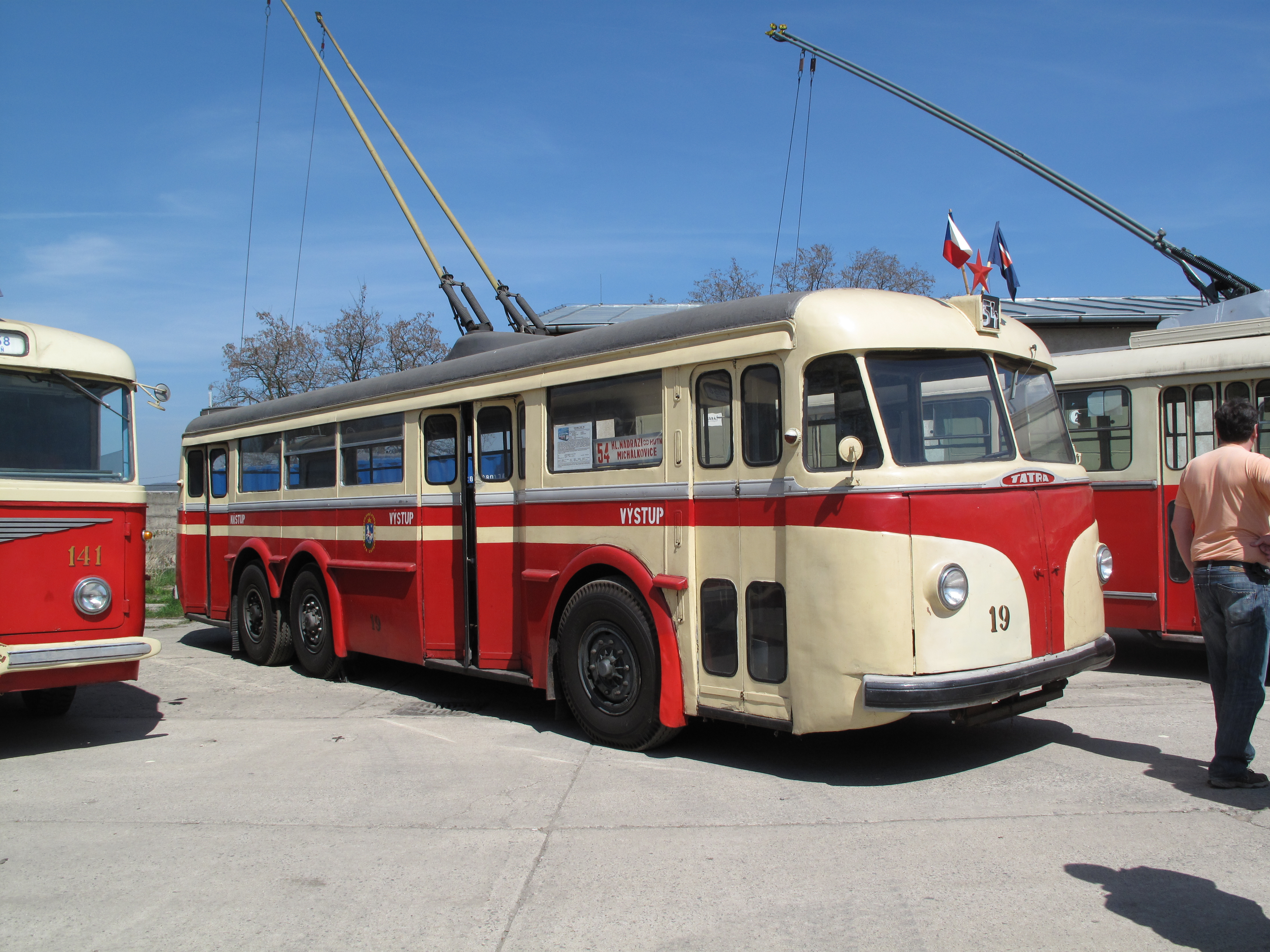
Tatra T400 у Технічному музеї Брно

Також у Tatra T400 кабіна водія була відокремлена від салону перегородкою. Місце водія та приборна панель була дуже подібна на аналогічну у тролейбусів Škoda. Органи керування були представлені тумблерами, важелями та іншими приладами, також тролейбус був трипедальним (про це вже сказано вище).
| Параметр                             | Значення                                      |
| ------------------------------------ | --------------------------------------------- |
| Кузов                                | з рамною основою (хребтова рама)              |
| Довжина, мм                          | 11400                                         |
| Ширина, мм                           | 2500                                          |
| Висота                               | 3140                                          |
| Колісна база, мм                     | 4400 + 1350                                   |
| Споряджена маса, кг                  | 11700                                         |
| Повна конструктивна маса, кг         | ?                                             |
| Висота підлоги над рівнем дороги, см | ?                                             |
| Кількість дверей, шт                 | 3                                             |
| Сидячих місць, чол                   | 26                                            |
| Стоячих місць чол                    | 54                                            |
| Повна місткість, чол                 | 80                                            |
| Тяговий двигун                       | ČKD TM 30-18х4 (ČKD)                          |
| Потужність, кіловат                  | 130 (2×65)                                    |
| Кількість ТЕД, шт                    | 2                                             |
| Система управління ТЕД               | реостатно-контакторна виробництва фірми «ČKD» |
| Робоча напруга, Вольт                | 600                                           |
| Бортова напруга, Вольт               | 24                                            |
| Компресорний агрегат                 | 3-циліндровий, з приводом від ел.двигуна      |
| Гальмівна система                    | електродинамічна, пневматична                 |
| Рекуперативне гальмування            | застосовувалося (I-II серії)                  |
| Ведучий міст                         | середній і задній                             |
| Максимальна швидкість, км/год        | 60                                            |

## Експлуатація

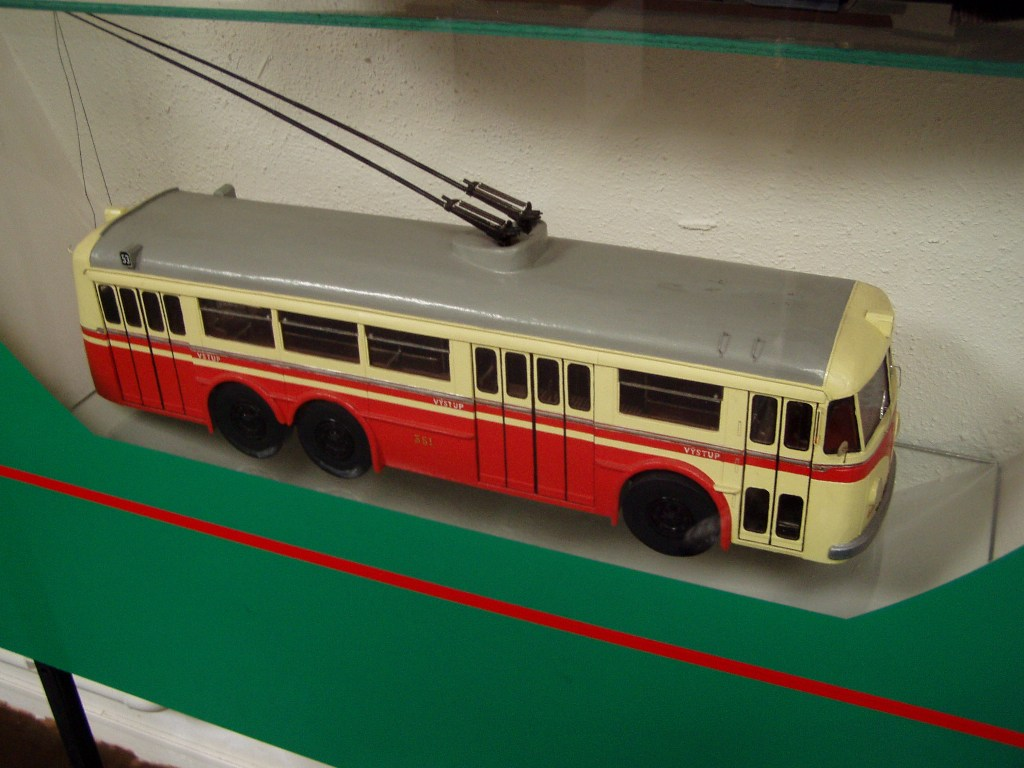
Моделька Tatra T400

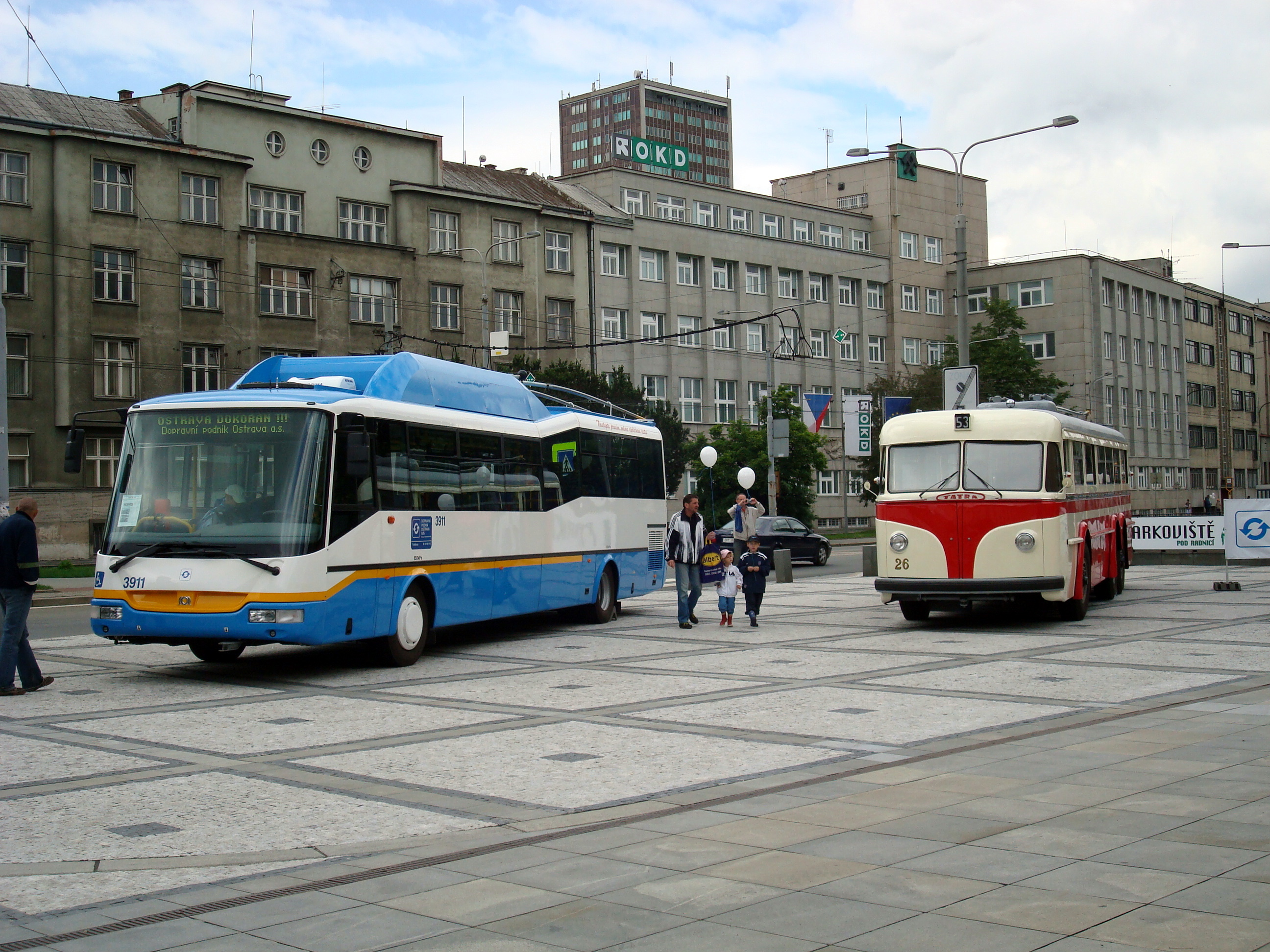
SOR TN 12 і Tatra T400

За 7 років випуску було випущено 195 екземплярів даного тролейбуса (75 — I і II серія, 119 — III серія і одна штука — IV серія). Такі машини працювали на території Чехословаччини. Більша половина цих машин працювали у місті Прага (близько 150 машин), також 25 машин працювали у Братиславі, в Остраві — 20 штук, а також декілька одинично у деяких інших містах Чехословаччини. Машини непогано себе зарекомендували, в середньому Tatra T400 працювали близько 15 років, деякі — більше. Часто машини не експлуатувалися довші строки через надходження нового рухомого складу і списувалися після отримання нових тролейбусів. Останні тролейбуси Tatra T400 були виведені з експлуатації у 1972 році.
Подальше виробництво тролейбусів Tatra було згорнуте через рішення уряду Чехословаччини, за яким єдиним виробником тролейбусів у державі буде Škoda Ostrov. Декілька тролейбусів (включаючи єдиний випущений екземпляр T401, що знаходиться у Технічному музеї Брно) відреставровані, та зберігаються у музеях у декількох містах Чехії, і вони усі на ходу:
| Тролейбус  | Рік випуску | Бортовий номер | Заводський номер | Місце перебування | Теперішній стан | Фотографія |
| ---------- | ----------- | -------------- | ---------------- | ----------------- | --------------- | ---------- |
| Tatra T400 | 1953        | 19             | 145347           | Брно (тех. музей) | на ходу         | фото       |
| Tatra T400 | 1953        | 431 (ex 9431)  | ?                | Прага             | на ходу         | фото       |
| Tatra T400 | 1954        | 26             | 145380           | Острава           | на ходу         | фото       |